# Francesc Cerqueda i Pascuet
Francesc Cerqueda i Pascuet és un antic Síndic General d'Andorra que va exercir el càrrec de l'any 1982 a l'any 1990. Va ser el primer Síndic que no va tenir competències executives atès la creació del càrrec de Cap de Govern d'Andorra. Llavors només exercí com a cap del parlament. Ha militat a Unió Liberal.

## Distincions honorífiques
- Cavaller de la Creu dels Set Braços, Principat d'Andorra (2024)[1]